# مجموعه شهر تاریخی توس
شهر توس (با ارک وبرج وبارو) مربوط به سدهٔ ۲ ه‍.ق است و در شهرستان مشهد، بخش مرکزی، دهستان طوس واقع شده و این اثر در تاریخ ۲۶ آبان ۱۳۷۵ با شمارهٔ ثبت ۱۷۵۸ به‌عنوان یکی از آثار ملی ایران به ثبت رسیده است.